# Cara al Sol
Cara al Sol („Gesicht zur Sonne“) war die Parteihymne der faschistisch ausgerichteten spanischen Falange-Bewegung.

## Entstehung und Werdegang
Der Text stammt offiziell von dem Gründer der Falange-Bewegung  José Antonio Primo de Rivera selbst, während die Melodie von Juan de Tellería komponiert wurde. Es soll sich allerdings in Wirklichkeit um die Arbeit eines Autorenkollektivs handeln, dem neben Primo de Rivera jun. auch der Schriftsteller Sanchez Mazas (1894–1966) angehörte.
Mit diesem Lied sollte dem anarcho-syndikalistischen Lied „A las barricadas“ ein eigenes lebhaftes, kämpferisches Lied gegenübergestellt werden. Von einem Parteikomitee wurde „Cara al Sol“ zur Hymne vorgeschlagen und 1936 erstmals intoniert.
Seine Bekanntheit wuchs nach dem Tod Primo de Riveras, der in der Zweiten Spanischen Republik während des Bürgerkriegs wegen Konspiration verurteilt und hingerichtet wurde, und seiner anschließenden Erhebung zum „Märtyrer“ des Franco-Regimes.
„Cara al Sol“ war Teil des Triple Himno, einem Medley aus – in dieser Reihenfolge – der carlistischen Marcha de Oriamendi, „Cara al Sol“ und der Nationalhymne Marcha Real. Der Triple Himno wurde in der Zeit des Franquismus jeweils zum Sendeschluss gespielt.
Auch nach dem Ende der Franco-Diktatur wird „Cara al Sol“ in Spanien noch in rechtsextremen Kreisen gesungen.

## Erläuterungen zum Text
Mit dem eingangs erwähnten „camisa nueva“ („neues Hemd“) ist die Parteiuniform der Falange – ein blaues Hemd – gemeint. Die Falangisten pflegten sich selbst als „Hemden“ zu bezeichnen und unterschieden dabei zwischen „Althemden“ (camisas viejas) und „Neuhemden“ (camisas nuevas, Eintritt in die Falange nach 1939; sie sind aber im Liedtext nicht gemeint).
Die auf die camisa nueva bezogenen Worte „Que tú bordaste rojo ayer“ („welches Du gestern rot bestickt hast“) bezieht sich auf das Einsticken des Emblems der Falange, des den Reyes Católicos entlehnten Pfeilbündels, in roter Farbe auf die Brusttasche des blauen Hemds, wonach dieses als Parteiuniform angesehen werden konnte.
Auf das aus fünf Pfeilen bestehende Pfeilbündel bezieht sich auch die Passage mit den „fünf Rosen“, welche dem Lied zufolge „Pfeile aus meinem Köcher“ sind („...y traerán prendidas cinco rosas: las flechas de mi haz“).
Die Wendung „cara al sol“ findet sich auch in den Versos Sencillos (1891) von José Martí. Dort steht „cara al sol“ für den kubanischen Freiheitskampf gegen Spanien: „No me pongan en lo oscuro/A morir como un traidor:/Yo soy bueno, como bueno/Moriré de cara al sol.“ (xxiii)